# Megalocephalus
Megalocephalus (що означає «велика голова») — це вимерлий рід бафетидних тетраподоморфів пізнього карбону (Вестфалія A-C) Британських островів і Сполучених Штатів (Огайо). Він містить два види, M. pachycephalus і M. lineolatus.

## Морфологічна характеристика

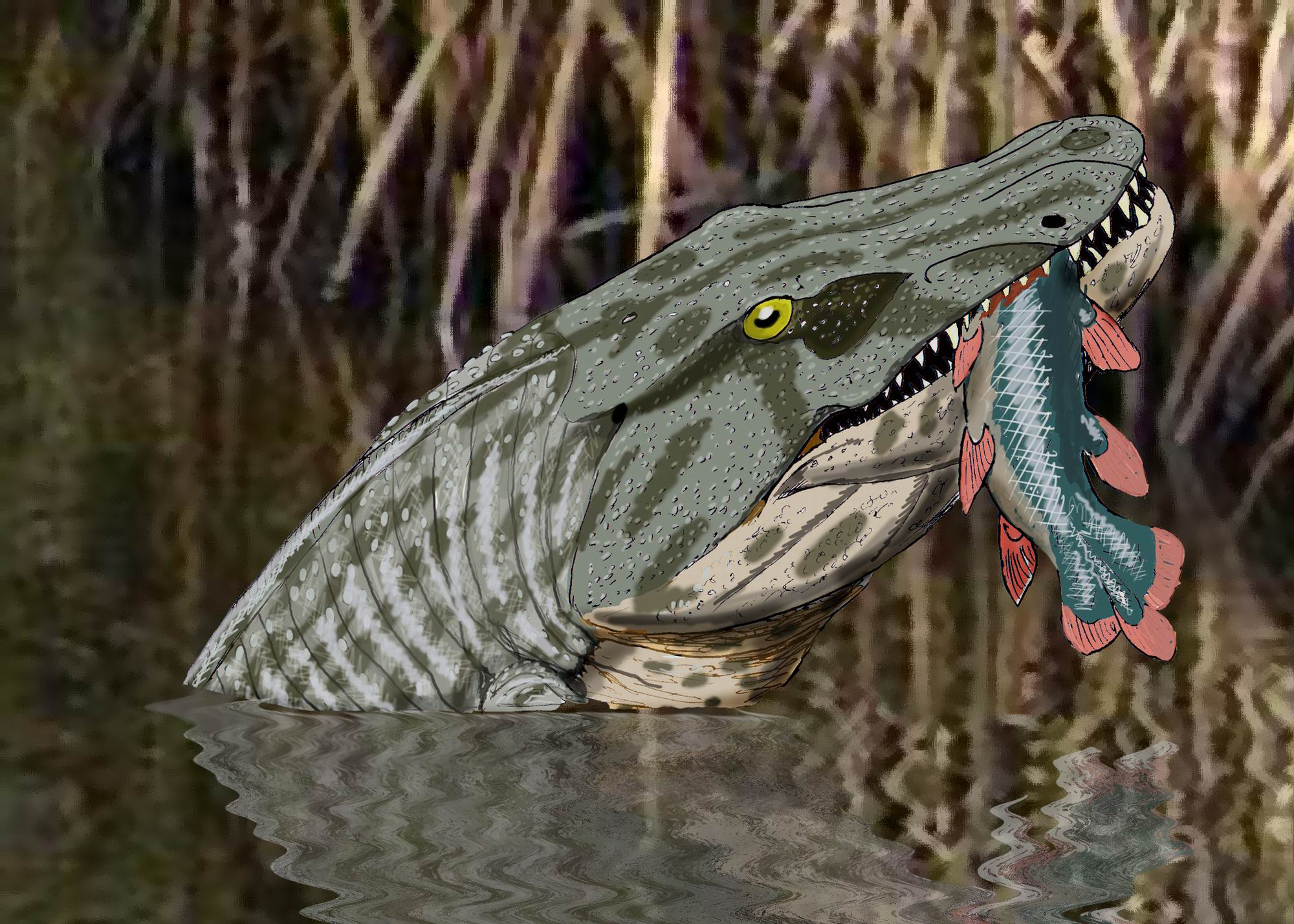

Мегалоцефал, імовірно, був розміром 1,5 метра від голови до хвоста.
Його, як і більшість інших бафетид, відомо лише по черепу. Довжина черепа мегалоцефала становила 30 сантиметрів. Зуби мегалоцефала були довгими й загостреними. Бафетиди мали невелике подовження очних западин, використання яких невідоме. Було припущено, що подовження було житлом для соляної залози, щоб позбутися надлишку солі, або додаткової області для прикріплення м’язів щелепи, щоб забезпечити сильнішу силу укусу.
Подібно до кириніона, слізний канал виключений з носових отворів (ніздрів), а зубний ряд має великі ікла.